# 成城高等学校 (旧制)
| 成城高等学校 | 成城高等学校                                  |
| ------------ | --------------------------------------------- |
| 創立         | 1926年                                        |
| 所在地       | 東京府北多摩郡砧村 （現・東京都世田谷区成城） |
| 初代校長     | 沢柳政太郎                                    |
| 廃止         | 1950年                                        |
| 後身校       | 成城大学 成城学園中学校高等学校               |
| 同窓会       | 成城学園同窓会                                |

旧制成城高等学校（きゅうせいせいじょうこうとうがっこう）は、1926年（大正15年）3月、東京府北多摩郡砧村（現在の東京都世田谷区成城）に設立された私立の旧制7年制高等学校である。
なお、本項目では同校（尋常科）の前身である旧制成城第二中学校（きゅうせいせいじょうだいにちゅうがっこう）についても記述する。

## 概要
- 文部官僚・教育者として知られた沢柳政太郎により設立された成城学園を設置者（経営母体）に[1]、改正高等学校令に準拠して設立された。国内の私立旧制高校4校のうち設立順は最も遅かった。
- 旧制中学校に相当する4年制の尋常科と、大学予科に相当する文科・理科からなる3年の高等科が設置された7年制旧制高等学校である。
- 独特の制服と制帽（紺色の背広服にネクタイ、お釜帽子）に代表される自由で文化的・芸術的センスを重視する校風[2] で知られ、生徒は「成城ボーイ」の名で呼ばれた。
- 1925年にドイツの哲学者パウル・ナトルプの蔵書を購入（ナトルプ文庫）、現在も成城大学図書館が所蔵している[3]。
- 校内には馬場や音楽ホールも設けられていた[4]。
- 寄宿舎として「青雲寮」が設けられた。
- 高等科は新制成城大学、尋常科は成城高等女学校とともに新制成城学園中学校高等学校の前身となった。
- 卒業生により「成城学園同窓会」が結成されている。

## 沿革
澤柳政太郎が1917年4月に開設した成城小学校を源流として、1926年3月17日に七年制旧制高等学校である旧制の成城高等学校を設立した。

### 年表
- 1922年4月 - 成城第二中学校開校。成城小学校・中学校生徒父母による「後援会」発足。
- 1925年 - 後援会、成城高等学校の設立趣意書を発表。
- 1926年3月 - 成城第二中学第1回卒業式。成城高等学校設立認可。
- 1926年4月 - 成城高等学校開校。成城第二中学は同校の尋常科に改編され廃止。初代校長は沢柳政太郎。
- 1928年春 - スキー選手のハンネス・シュナイダーが来校し大講堂で歓迎会。
- 1927年4月 - 最寄り駅として小田原急行鉄道小田原線・成城学園前駅が開業。
- 1927年11月 - 全学園体育大会において高等科生徒の作詞・作曲による校歌（学園校歌）が発表。
- 1928年5月 - 大講堂で高等科演劇部による公演。
- 1929年3月 - 第1回卒業式。
- 1929年 - 校章制定。
- 1930年10月 - 小原国芳校長、欧米への教育視察旅行に出発（〜1931年6月）。
- 1931年 - デンマーク体操創案者のニルス・ブック（デンマーク語版、英語版）が来校。「自学問題」「学校消費組合問題」をめぐる校長と生徒の座談会開催。
- 1931年10月 - 古谷綱正ら左翼学生10数名が検束・留置。
- 1933年4月 - 小原校長退任に端を発する学内紛争（小原事件 / 〜5月）。
- 1933年 - 制服・制帽の制定。
- 1945年5月 - 空襲により高校理化教室、寄宿舎などを焼失。
- 1947年4月 - 学制改革による新制成城学園中学校設立。
- 1948年4月 - 新制成城学園高等学校設立。成城高校を含む私立4校で東京連合大学を共立する構想が出されるも頓挫。
- 1950年2月20日 - 新制成城大学設立認可。
- 1950年3月 - 最後の卒業式。旧制成城高等学校廃止。
- 1950年4月1日 - 成城大学開学。経済学部・理学部を設置。

## 歴代校長
- 初代：沢柳政太郎（1926年 - 1927年12月）
  - 成城第二中学校校長から昇格。成城学園理事長、成城高等女学校・成城小学校・成城玉川小学校の各校長、成城幼稚園園長のほか大正大学（初代）学長を兼任。在任中死去。
- 2代：小原国芳（1927年 - 1933年）
  - 玉川学園の経営に専念するため辞任。
- 3代：三沢糾（1933年）
  - 学内紛争のため3ヵ月で辞任。
- 4代：銅直勇（1933年 - 1943年）
  - 1934年まで事務取扱。
- 5代：小出直三郎（1943年 - 1947年）
  - 前朝鮮総督府視学官、元成城高校教授。
- 6代：高橋穣（1947年 - 1949年）
  - 心理学者、前東北帝国大学教授[5]。
- 7代：武居文助（1949年 - 1950年）

## 校地とその継承
成城第二中学は1922年4月の開校時、東京市牛込区（現・東京都新宿区）原町の成城中学校校地内に併設されていたが、1925年には東京府下北多摩郡砧村喜多見（現・世田谷区成城）に移転、翌年開校した成城高校もこの喜多見校地に設置された。喜多見校地は新制への移行を経て現在の成城大学（および成城幼稚園、成城学園初等学校・中学校・高等学校）の校地として継承され、現在では「成城キャンパス」と呼ばれている。

## 著名な出身者

### 文化
- 安部公房 小説家
- 大岡昇平 小説家
- 安原喜弘 詩人、歌人
- 加藤一郎 法学者、東京大学学長
- 児玉進 映画監督
- 中村哲 政治学者、法政大学総長
- 森田浩一郎 医学博士
- 森雅之 俳優
- 神吉拓郎 小説家
- 前田陽一 フランス文学者
- 堤清二（辻井喬） 小説家、セゾングループ総帥
- 富本壮吉 映画監督・テレビ演出家
- 吉田秀和 仏文学者・音楽評論家
- 中松義郎 発明家
- 日高敏隆 動物行動学者
- 堀川弘通 映画監督 / 東宝・黒澤明の助監督
- 柴田南雄 作曲家
- 尾高尚忠 指揮者・作曲家 / 中退
- 鯵坂二夫 教育学者、京大名誉教授
- 小尾信弥 天文学者、東大名誉教授 / 中学校から旧制高校まで成城学園
- 斎藤眞 政治学者
- 林知己夫 元統計数理研究所所長・統計数理研究所名誉教授
- 河竹登志夫 演劇学者、早稲田大学名誉教授
- 中埜肇 哲学者
- 中野準三 農学者、東京大学名誉教授
- 中村雄二郎 哲学者、明治大学名誉教授
- 矢崎光圀 法哲学者、大阪大学名誉教授 / 矢崎滋の叔父
- 芦原義信 建築家
- 松田智雄 経済史学者、東京大学名誉教授
- 古谷綱正 毎日新聞社論説委員、ニュースキャスター

### 政官界
- 坂田道太 - 第64代衆議院議長、第40代法務大臣、第33代防衛庁長官、第91-92代文部大臣、第32代厚生大臣、衆議院議員（17期）
- 中路雅弘 - 衆議院議員（5期）、日本共産党神奈川県常任委員
- 柏木雄介 - 財務官、東京銀行頭取、同会長
- 柳谷謙介 - 外務事務次官、国際協力事業団総裁、学校法人成城学園理事長
- 中野和仁 - 農林事務次官、農林漁業金融公庫総裁
- 山口衛一 - 防衛庁装備局長、国際協力銀行理事

### 経済界
- 鈴木與平 (7代目) 鈴与会長
- 土倉冨士雄 カルピス食品工業社長
- 伊藤昌壽 東レ社長
- 山中宏 明治生命保険社長
- 朝倉龍夫 日本合成ゴム社長
- 高垣佑 東京三菱銀行初代頭取
- 青木辰男 クレディセゾン会長、第一勧業銀行副頭取
- 森光明 オリエンタルランド社長
- 田島震 ミツウロコ（現在のミツウロコグループホールディングス）会長・元社長
- 小秋元隆輝 ニコン社長
- 長瀬英男 長瀬産業社長
- 渡辺英二 日揮社長

### スポーツ
- 高橋豊二　ベルリンオリンピックサッカー日本代表
- 松井聰　ベルリンオリンピックバスケットボール日本代表